# NR2C2AP
NR2C2AP (англ. Nuclear receptor 2C2 associated protein) – білок, який кодується однойменним геном, розташованим у людей на короткому плечі 19-ї хромосоми. Довжина поліпептидного ланцюга білка становить 139 амінокислот, а молекулярна маса — 15 876.
| 10         |  | 20         |  | 30         |  | 40         |  | 50         |
| ---------- |  | ---------- |  | ---------- |  | ---------- |  | ---------- |
| MTHSLVCPET |  | VSRVSSVLNR |  | NTRQFGKKHL |  | FDQDEETCWN |  | SDQGPSQWVT |
| LEFPQLIRVS |  | QLQIQFQGGF |  | SSRRGCLEGS |  | QGTQALHKIV |  | DFYPEDNNSL |
| QTFPIPAAEV |  | DRLKVTFEDA |  | TDFFGRVVIY |  | HLRVLGEKV  |  |            |

A: Аланін

C: Цистеїн

D: Аспарагінова кислота

E: Глутамінова кислота

F: Фенілаланін

G: Гліцин

H: Гістидин

I: Ізолейцин

K: Лізин

L: Лейцин

M: Метіонін

N: Аспарагін

P: Пролін

Q: Глутамін

R: Аргінін

S: Серин

T: Треонін

V: Валін

W: Триптофан

Задіяний у такому біологічному процесі, як альтернативний сплайсинг. 
Локалізований у ядрі.